# Redhill & District Saturday Football League
Redhill & District Saturday Football League var en engelsk fotbollsliga baserad i Surrey, Kent, Storlondon och Sussex, grundad 1897. Toppdivisionen Premier Division låg på nivå 14 i det engelska ligasystemet.
Vinnaren av Premier Division kunde flyttas upp till Surrey South Eastern Combination Football League.